# Eotrichocolea polyacantha
Eotrichocolea polyacantha är en bladmossart som först beskrevs av Hook.f. et Taylor, och fick sitt nu gällande namn av Rudolf Mathias Schuster och Bruce Gordon Hamlin. Eotrichocolea polyacantha ingår i släktet Eotrichocolea och familjen Trichocoleaceae. Inga underarter finns listade i Catalogue of Life.